# Thyrsosalacia racemosa
Thyrsosalacia racemosa är en benvedsväxtart som först beskrevs av Ludwig Eduard Theodor Loesener och Hermann Harms, och fick sitt nu gällande namn av N. Hallé. Thyrsosalacia racemosa ingår i släktet Thyrsosalacia och familjen Celastraceae. Inga underarter finns listade.